# Gamla Ekudden
Gamla Ekudden este o arie protejată (arie specială de conservare — SAC, sit de importanță comunitară — SCI) din Suedia întinsă pe o suprafață de 26,7 ha, integral pe uscat.

## Localizare
Centrul sitului Gamla Ekudden este situat la coordonatele 58°43′03″N 13°48′16″E / 58.7174°N 13.8045°E.

## Înființare
Situl Gamla Ekudden a fost declarat sit de importanță comunitară în ianuarie 1997 pentru a proteja un număr necunoscut de specii din flora spontană și fauna sălbatică aflate în arealul zonei. Situl a fost protejat și ca arie specială de conservare în martie 2011.

## Biodiversitate
Situată în ecoregiunea boreală, aria protejată conține 3 habitate naturale: Pajiști cu Molinia pe soluri calcaroase, turboase sau argilos-nămoloase (Molinion caeruleae), Pășuni din zone de pădure fino-scandinave, Lacuri eutrofice naturale cu vegetație de tip Magnopotamion sau Hydrocharition.
La baza desemnării sitului se află un număr nedeclarat de specii protejate.